# Адольф, Тимоти
Тимоти Адольф (фр. Timothée Adolphe; род. 29 декабря 1989, Версаль, Франция) ― французский легкоатлет-паралимпиец. Участвует в спринтерских соревнованиях среди незрячих спортсменов с проводниками Бруно Наприксом и Джеффри Лами.

## Биография
Родился 29 декабря 1989 года в городе Версаль, Франция.
Его тренирует Артемон Хатунгимана, проводниками выступают Бруно Наприкс и Джеффри Лами.
Тимоти открыл для себя паралимпийскую атлетику в возрасте десяти лет. Перед телевизором, во время просмотра одной из гонок Аладжи Ба во время Летних Паралимпийских игр 2000 года, он понял, что спорт высокого уровня доступен для слабовидящих.
Затем он обратился в клуб в своем городе, который ничего не знал об инвалидности и паралимпийском спорте, но выразил желание, чтобы молодой человек мог заниматься так же, как и другие дети. Однако там он тренировался только три года. Переехав в другой город, Тимоти не нашел там клуба, в котором тренировались спортсмены-инвалиды.

## Спортивная карьера
В 2014 году Тимоти впервые выиграл золотую медаль на крупном международном турнире, приняв участие в чемпионате Европы в Суонси. Он первым пришел к финишу на дистанции 200 м T11. Там же он выиграл второе золото в беге на 400 м T11.
В 2016 году Тимоти на чемпионате Европы в Гроссето вновь выиграл два золота в беге 100 метров T11 и 200 метров T11.
Через два года на чемпионате Европы в Берлине выиграл только одно золото в беге на 100 метров T11.
В 2019 году на чемпионате мира стал чемпионом в беге на 400 метров T11.
На Паралимпийских играх 2020 в Токио Тимоти Адольф стал серебряным медалистом в беге на 100 метров.